# Gastronomía de Basilicata
La gastronomía lucana (cucina lucana) son los productos, técnicas culinarias y platos típicos de la región italiana de Basilicata. Como muchas otras cocinas regionales italianas, es muy antigua y variada. 
Entre los productos más importantes de esta gastronomía regional encontramos el peperone crusco, mischiglio (mezcla de harina de sémola, cebada, garbanzos y habas), pan de Matera, aceite de oliva, Majatica di Ferrandina, el licor Amaro Lucano, los cartellate y muchos otros.
También hay algunos productos muy conocidos en Italia de origen lucano pero que, en Basilicata, apenas se utilizan. Un ejemplo puede ser el la salchicha luganega, de origen lucano pero que se produce en otras regiones.

## Productos de la región

### Aceite de oliva
En la gastronomía lucana, un elemento importante y esencial es el aceite de oliva, presente en casi todos los platos regionales. De hecho, en Basilicata, el olivo cubre más del 85% de la tierra cultivable. Las ciudades lucanas con mayor producción de aceite de oliva son Ferrandina, Grassano, Melfi y Rionero in Vulture. La calidad de la mayoría de las aceitunas generalizadas, en esta región, es la ogliarola y Majatica Ferrandina, aceitunas de este último produce un aceite óptima, pero también se consumen en la mesa en diferentes modos. El aceite producido es principalmente aceite de oliva virgen extra, pero también se produce el aceite de oliva virgen. El color predominante del aceite es amarillo dorado con reflejos verdes.

### Embutidos
- Coppa.
- Guanciale.

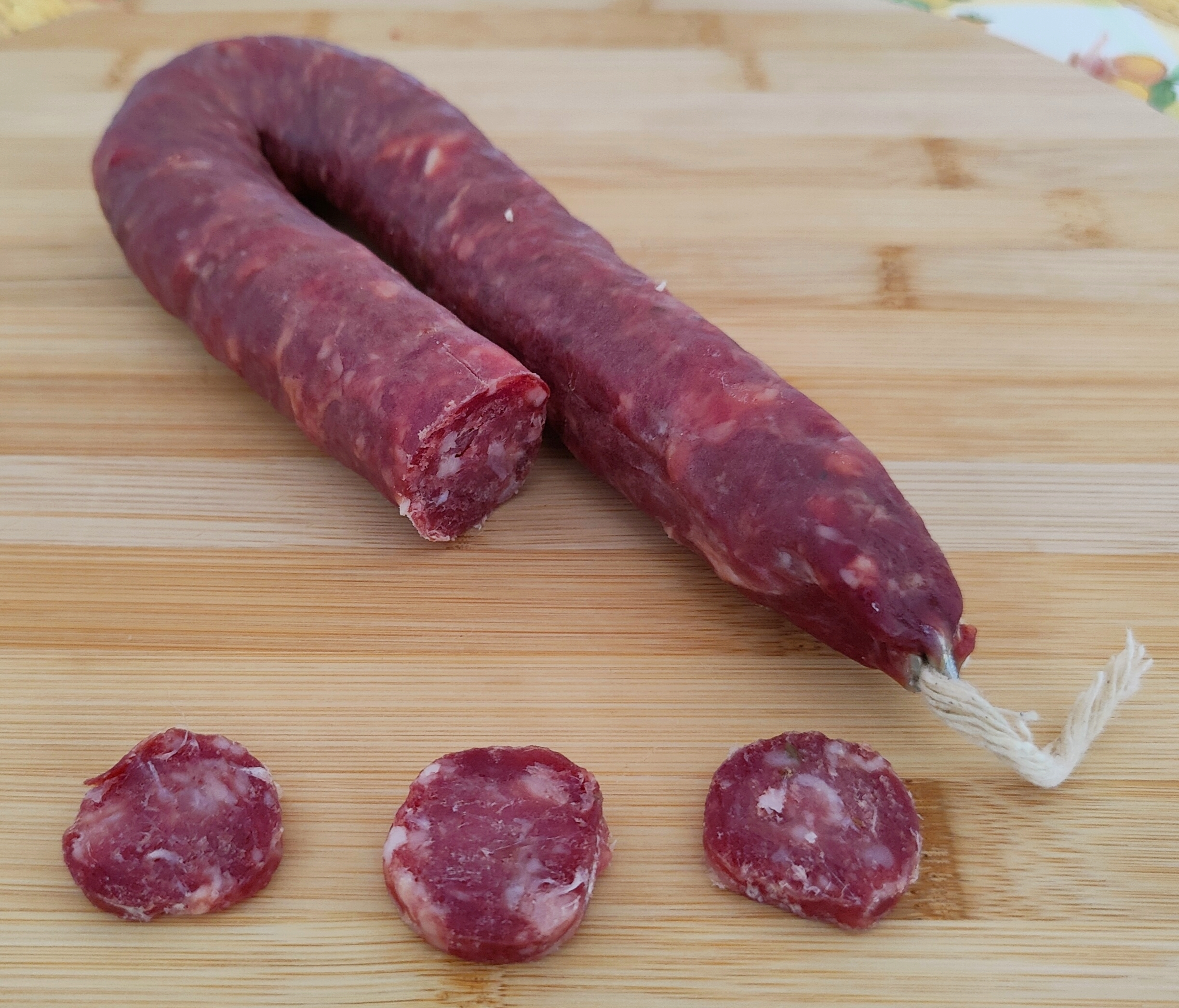
Lucanica di Picerno

- Lucanica di Picerno, salchicha seca certificada IGP.
- Pancetta.
- Salame pezzente, también llamado nuglia.
- Salsiccia a catena di Laurenzana.
- Sopressata.

### Quesos

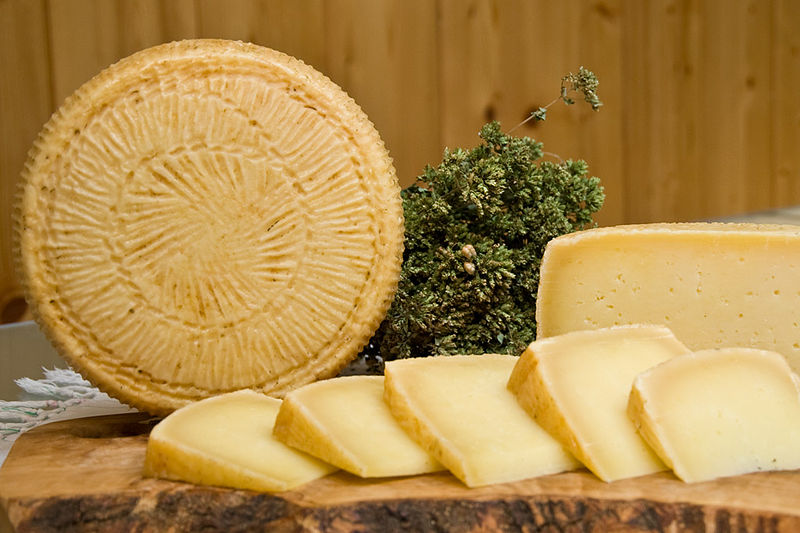
Pecorino di Filiano.

- Caciocavallo, de mezcla de leches de vaca, oveja y cabra. Semiduro.
- Cacioricotta.
- Canestrato di Moliterno, de leche de oveja y cabra. Queso duro. Certificado IGP
- Caprino, queso semiduro de leche de cabra.
- Mozzarella.
- Pecorino di Filiano, certificado DOP
- Scamorza, de leche de vaca. Semiduro, similar a la mozzarella.
- Ricotta, del suero lácteo. Muy típico en toda Italia.
- Toma, queso duro, elaborado con leche de vaca o mixta.

### Pan

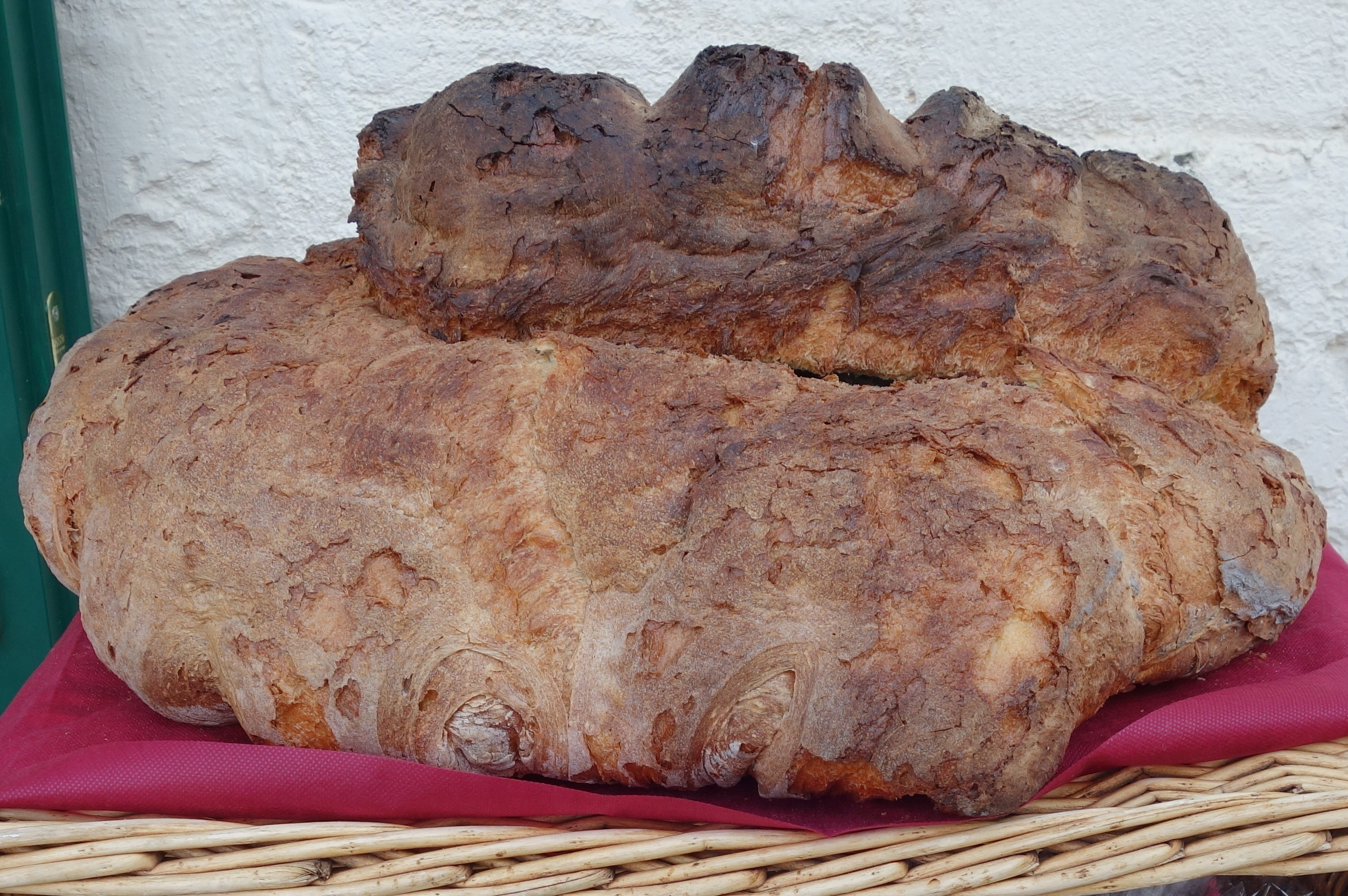
Pane di Matera.

El pan lucano más famoso es sin duda el pan de Matera IGP, pero en realidad en toda la región hay muchos otros tipos de pan, cada uno con una receta diferente y una tradición diferente. El pan en Basilicata también tiene varias formas, incluido el pan baguette, la berlinesa, la ciabatta. Otros productos horneados son:
- Carchiola, focaccia de maíz sin levadura cocida en la chimenea.
- Focaccia con peperoni cruschi.
- Pane di Trecchina.
- Pane di patata di San Severino Lucano.
- Strazzata, tipo de focaccia con pimienta.
- Taralli.

## Primeros platos

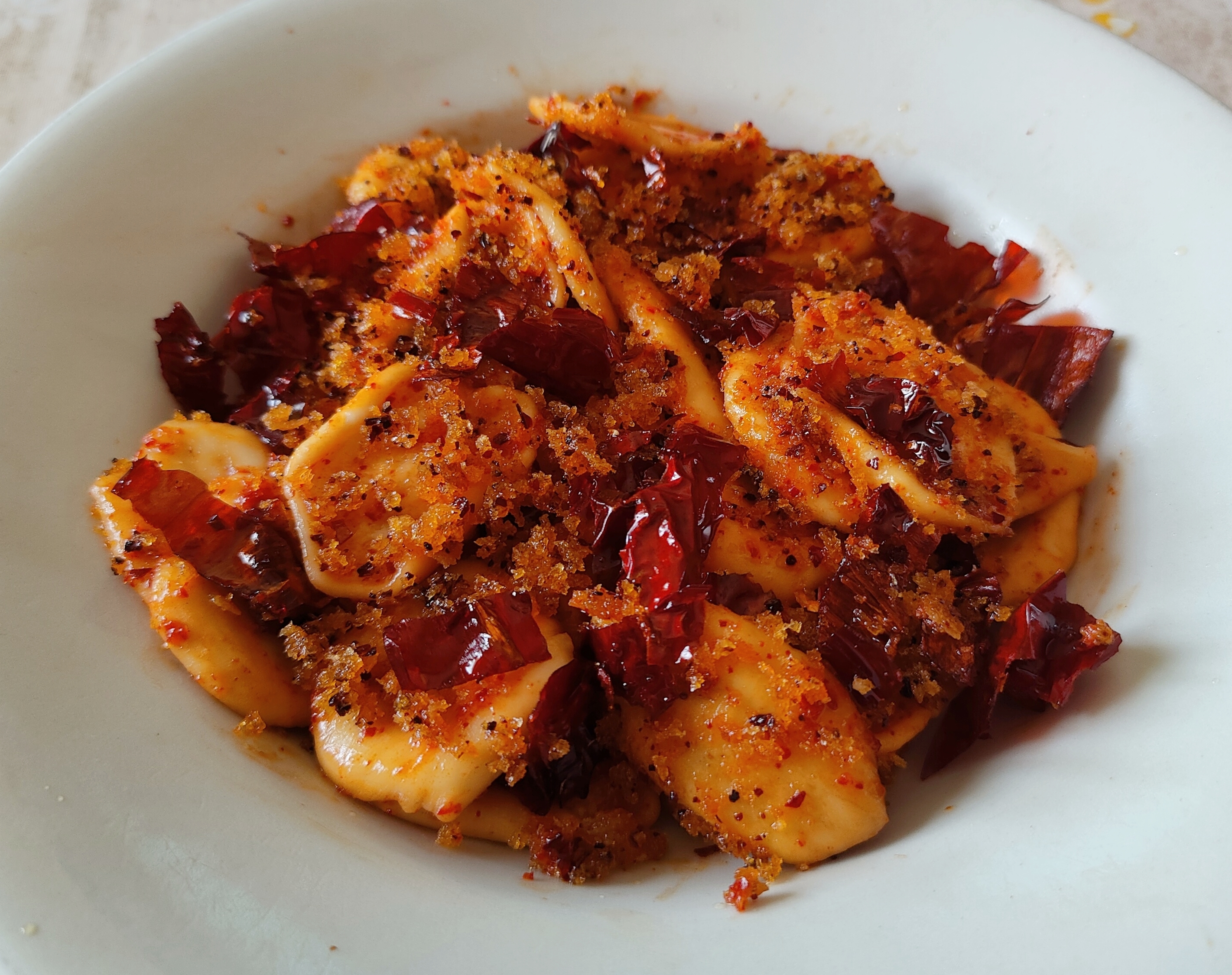
Pasta con i peperoni cruschi.

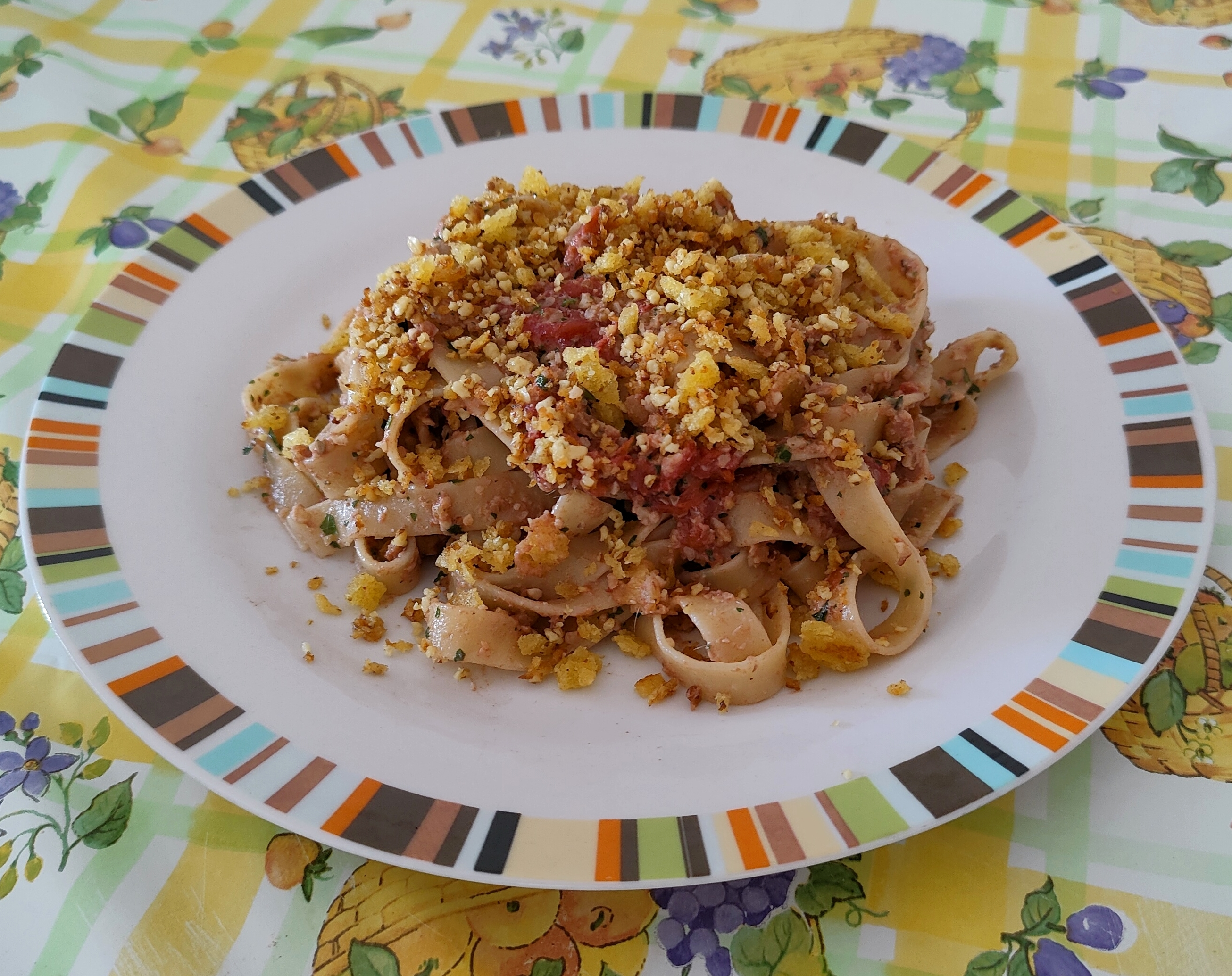
Tumacë me tulë.

Los tipos de pasta lucana más utilizados son cavatelli (también conocidos como rascatielli), strascinati, ferretti (o frizzuli),  orecchiette y lagane. A vece la pasta se prepara con el mischiglio, mezcla de harina con sémola, cebada, garbanzos y habas, originario del siglo XVI y utilizado para la preparación de platos servidos en las mesas de condes, barones, marqueses y terratenientes lucanos.
- Calzoni di Pezzente e fagioli: pasta rellena de salami y jamón cocido, con frijoles, queso pecorino y perejil.[4]
- Cavatelli o strascinati con cime di zucca: pasta con calabazas, pimientos secos y tomates.[5]
- Cavatelli con cime di rapa o senàpe selvatiche: pasta con verduras y ajo. Una variante implica la adición de tomate y pecorino.[5]
- Cauzunciedd: ravioli rellenos de ricotta, huevos y menta, aderezado con salsa de tomate.[6]
- Ferrett’ cu pezzent e rafano - pasta con salsa de salami y rábano, con la adición de cacioricotta o pecorino rallado.[7]
- Lagane e ceci: pasta con garbanzos, ajo (o puerro) y laurel.[5]
- Lagana chiapputa: pasta con vino cocido, nueces, almendras, piñones y pasas.[8]
- Orecchiette alla materana: pasta con tomate, cordero picado, mozzarella y pecorino.[9]
- Pasta con i peperoni cruschi: primer plato con pimientos crujientes, miga de pan y queso rallado.[10]
- Pasta con ragù alla potentina: pasta con el 'ndruppeche, un ragú hecho con cerdo y ternera y sazonado con rábano picante rallado.[11]
- Pasta mollicata: pasta con miga de pan y con la adición de otros condimentos como tomate picado o salsa de carne, pimiento crusco en polvo o anchoas.[12]
- Strascinati con la menta: pasta con menta picada, lardo, pimiento crusco y rábano picante.[13]
- Timballo di riso al forno: timbal de arroz con provolone, salchicha, hígados de pollo, miga de pan, queso pecorino y salsa de tomate.[14]
- Tumacë me tulë (o Tumact me tulez): plato de la tradición arbëreshë lucana. Típico de Barile; plato de tagliatelle con tomate y anchoas, aderezado con miga de pan y nueces picadas.[15]

## Segundos platos

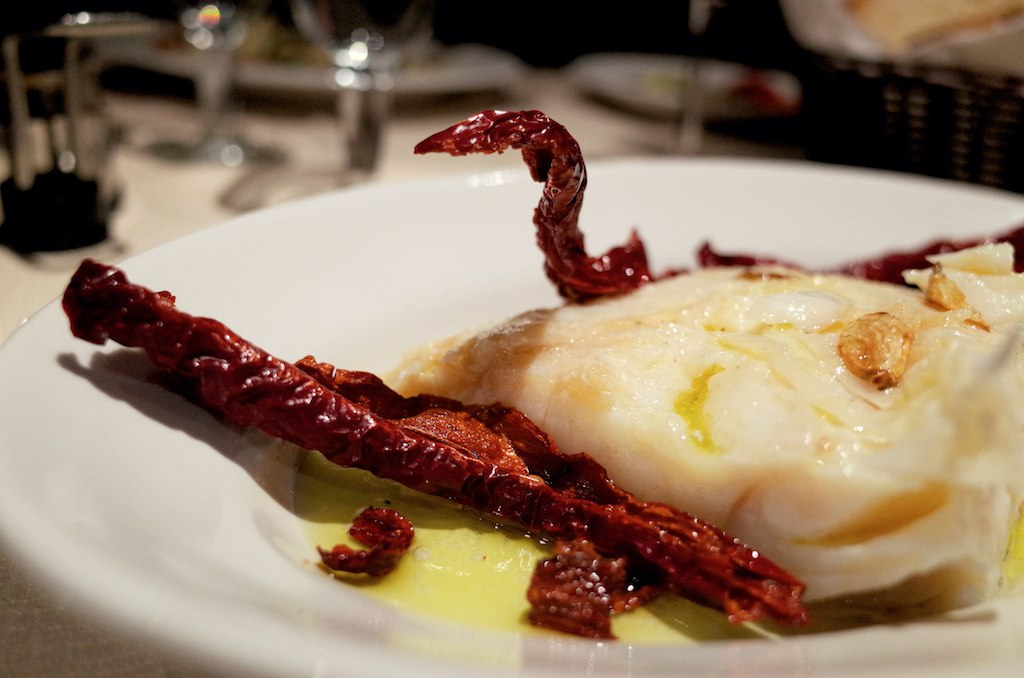
Baccalà alla lucana.

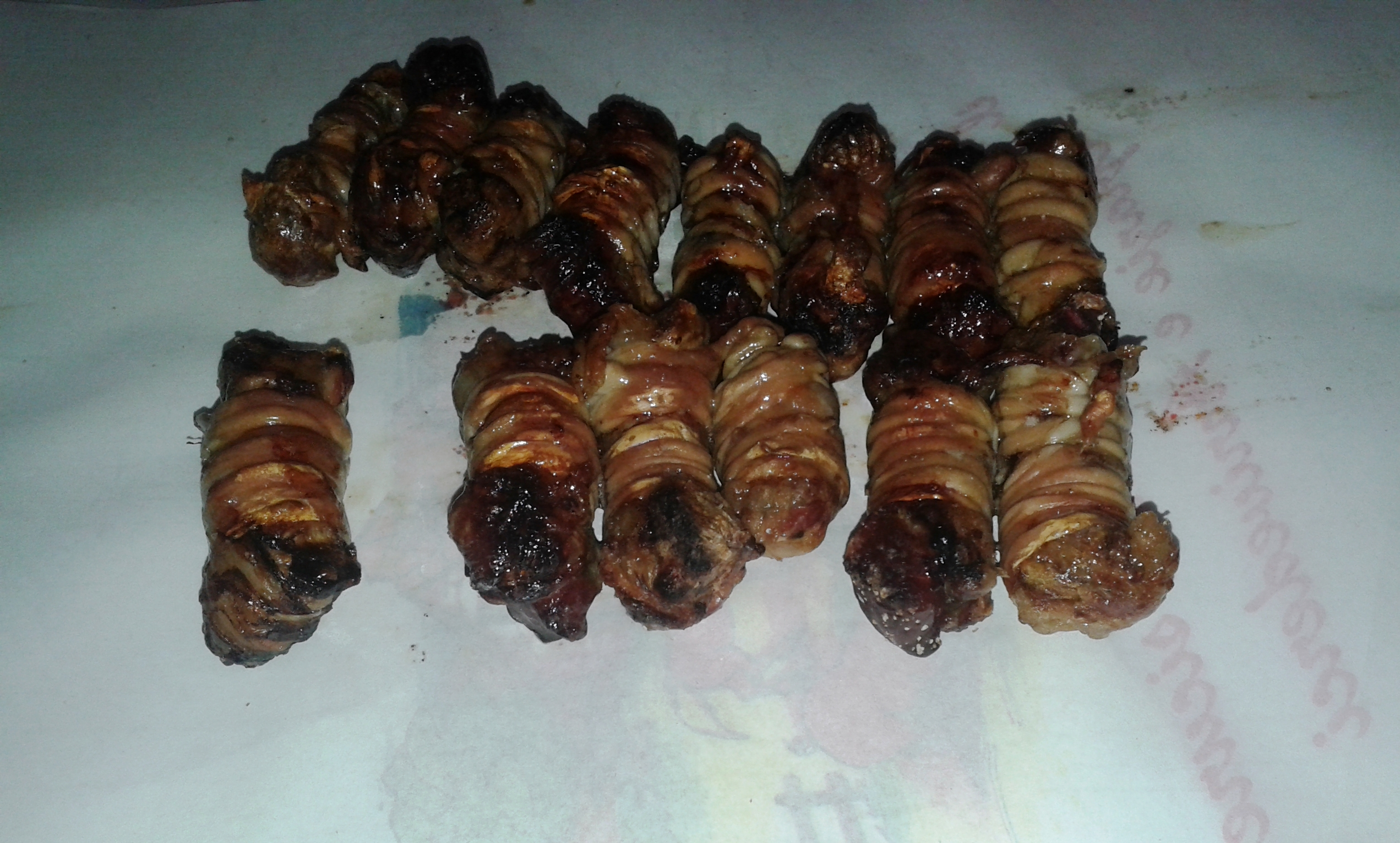
Gnummareddi

- Agnello alla contadina: cordero cortado en trozos con patatas al horno.[16]
- Anguilla di pantano: anguila servida con tomate y chile, aromatizada con laurel y menta.[17]
- Baccalà alla lucana o Baccalà all'aviglianese: plato de bacalao sazonado con peperoni cruschi.[5]
- Brodetto: 'Vredett en dialecto. Carne de cordero con hinojo salvaje, huevos, pecorino y tomate (opcional).[5]
- Cappucci e cicorie: segundo plato de verduras con tocino y pie de cerdo.[18]
- Cutturidd: también conocido como Pastorale o Pignata, carne de oveja guisada con diversos ingredientes y variaciones como tomates, patatas, lampascioni y cardoncelli.[19]
- Frascatula: polenta de maíz con patatas y manteca de cerdo preparada en diferentes versiones, generalmente con salsa de carne o vino cocido.[20]
- Gnummareddi: entrañas de cordero o cabrito retorcidas y aliñadas con diferentes aromas según la zona.[21]
- Grattonato o Trippa risottata: típico de la zona del Pollino, elaborado con despojos de oveja (bovino en la variante más reciente), huevos, queso pecorino y pimiento crusco en polvo.[22]
- Maiale con cipolle: cerdo con cebolla y vino blanco seco.[23]
- Pollo ripieno al ragù: Casquería de pollo con un relleno de miga y salchicha, aderezado con pecorino y salsa de tomate.[5]
- Rafanata: tortilla al horno aromatizada con rábano picante, además de patatas y pecorino. Una variante implica la adición de salchicha.[24]
- Sarde con origano e pane: sardinas aderezadas con miga, pecorino, orégano, perejil y ajo.[25]
- Spigola alla malvasia lucana: plato de pescado con malvasía, aderezado con uvas, piel de naranja y limón, tomillo, romero y ajo.[26]
- Zucca lunga sposata: en dialecto Cocuzza logna maritata. Calabaza sazonada con salsa de tomates, cebollas y apio.[27]

## Platos únicos

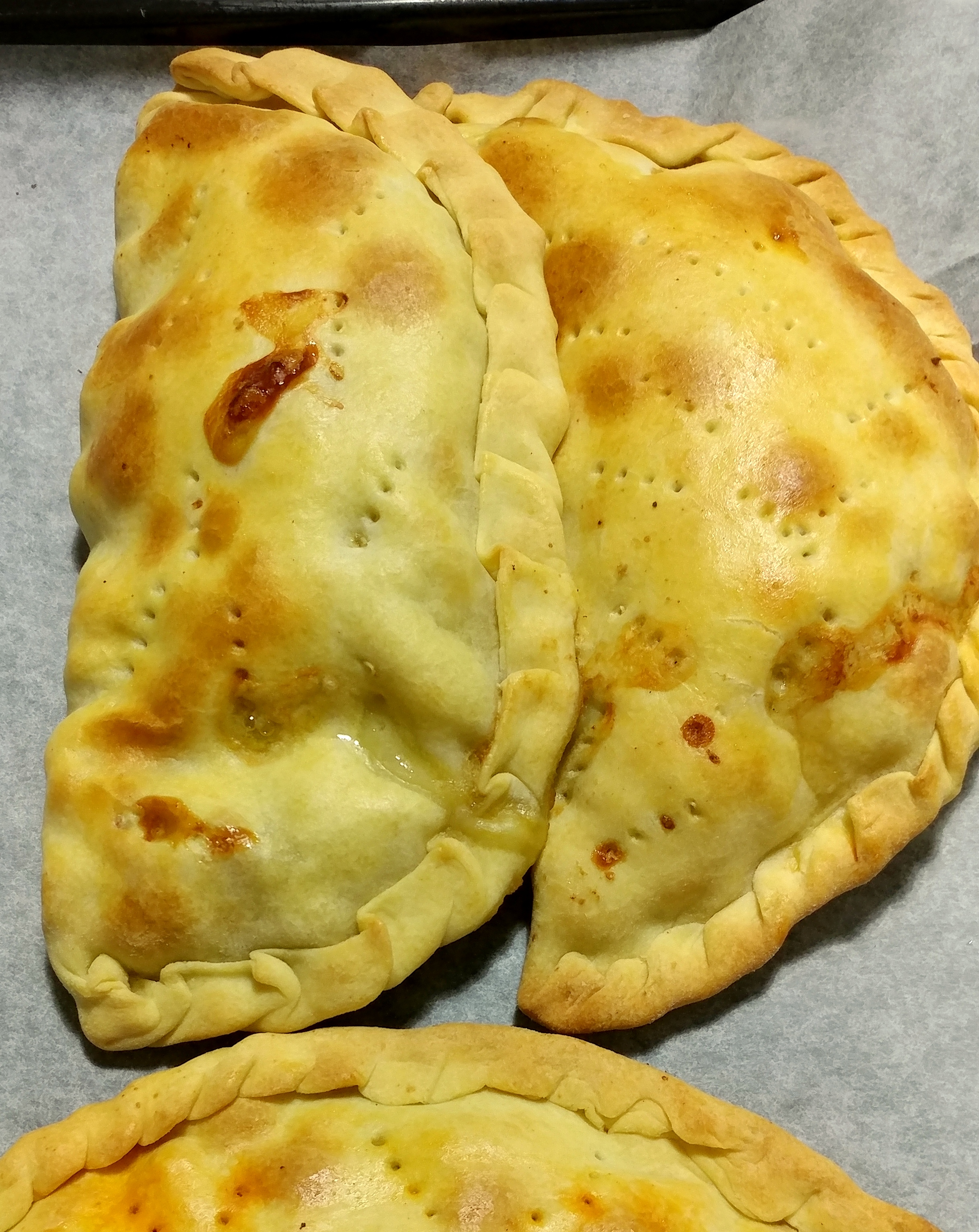
U' pastizz 'rtunnar.

- Acquasale: plato único con diferentes variaciones, todos con pan duro como ingrediente básico. Se puede enriquecer con huevo, tomate, cebolla, peperoni cruschi.[5]
- Cialedda: similar al acquasale y extendida en la zona de Matera. Se prepara con pan, cebolla y tomate.[5]
- Crapiata: Sopa típica materana con varios ingredientes como guisantes, habas, garbanzos, trigo, espelta, lentejas, frijoles, cicerchie, patatas, tomates, apio, cebolla y zanahoria.[28]
- Falagone: en dialecto Falaone. Calzone preparado con una masa sin levadura. El relleno puede ser salado o dulce según el lugar de producción.[29]
- Munnulata: sopa típica de Castelsaraceno, preparada con castañas, frijoles, patatas y peperone crusco en polvo.[30]
- Pane cotto (o pan cotto): preparado con pan, patatas, guanciale o pancetta. Otra versión popular en Vulture consiste en pan, brócoli o hojas de nabo y peperoni cruschi.[5]
- Pizza rustica lucana: conocida por varios nombres como scarcedda, pasticcio, cazzola o cuzzola, pastel salado del periodo pascual relleno de huevos, ricotta (o toma), pecorino y soppressata (o salchicha).[31]
- U' pastizz 'rtunnar: conocido simplemente como pastizz, calzone típico de Rotondella, relleno de cerdo, huevo y queso rallado.[32]

## Guarniciónes

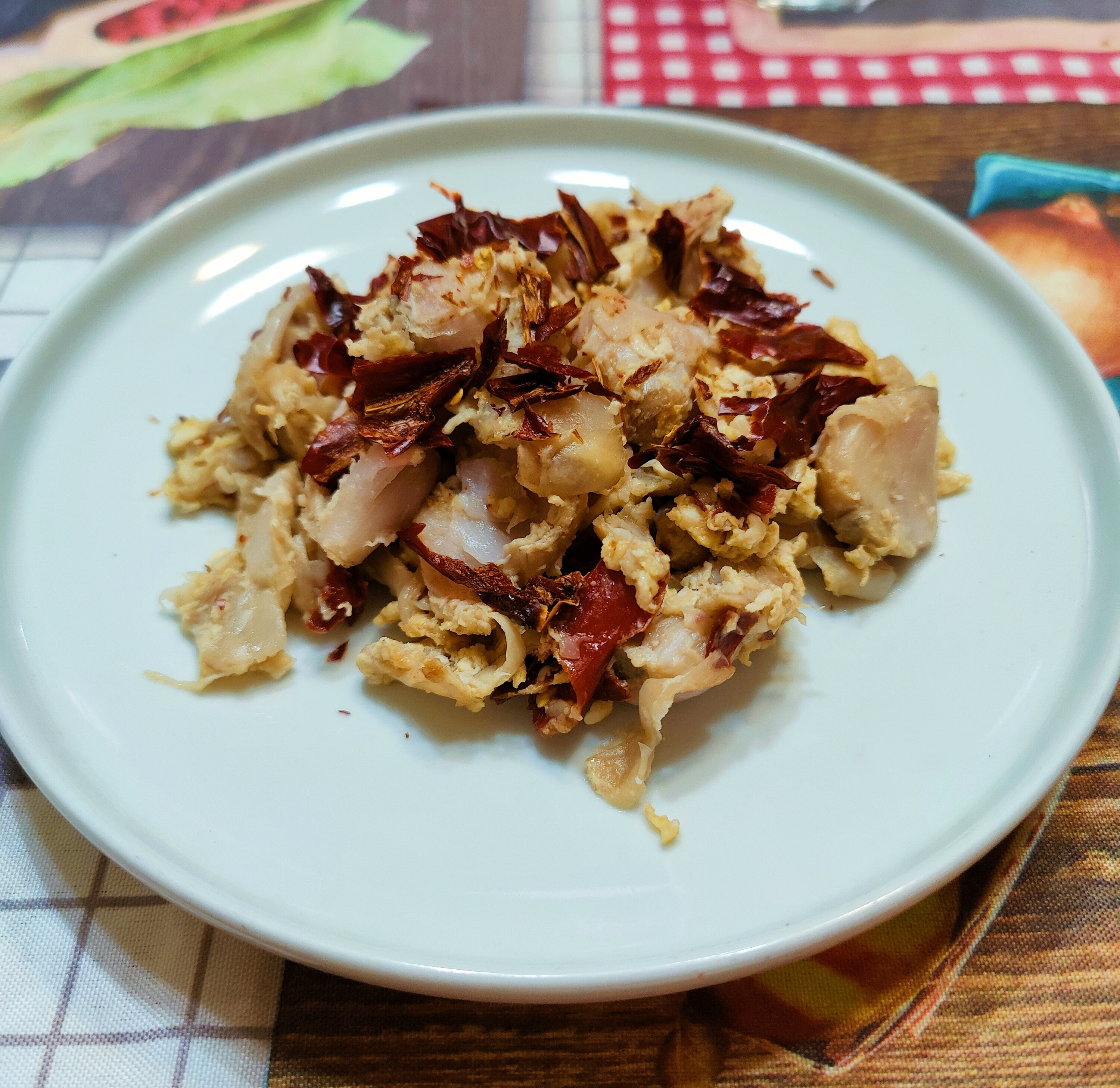
Lampascioni in insalata, con peperone crusco y huevo

- Biscotti alla salvia: galletas saladas preparadas con harina, levadura, leche, mantequilla, además del ingrediente principal: salvia. Se pueden consumir como tentempié o para acompañar carnes, verduras y quesos.[33]
- Ciambotta lucana: guarnición de verduras con berenjena, pimientos, cebollas, patatas y tomates.[34]
- Ciaudedda: guarnición a base de patatas, alcachofas, cebollas y pancetta.[35]
- Lampascioni in insalata: hay muchas variaciones en toda la región. Los ingredientes adicionales incluyen huevos revueltos, peperone crusco o chile, miga de pan, salchicha o tomate.[36]
- Patate arraganate: patatas al horno con tomate, cebolla y miga de pan.[37]
- Patate piene: receta típica de Laurenzana. Patatas al horno cortadas en rodajas y rellenas de salchicha, queso y huevos. También puede agregar miga de pan y rábano picante.[38]
- Zafaran chin: pimientos al horno con relleno de miga, anchoas y ajo.[39]

## Postres

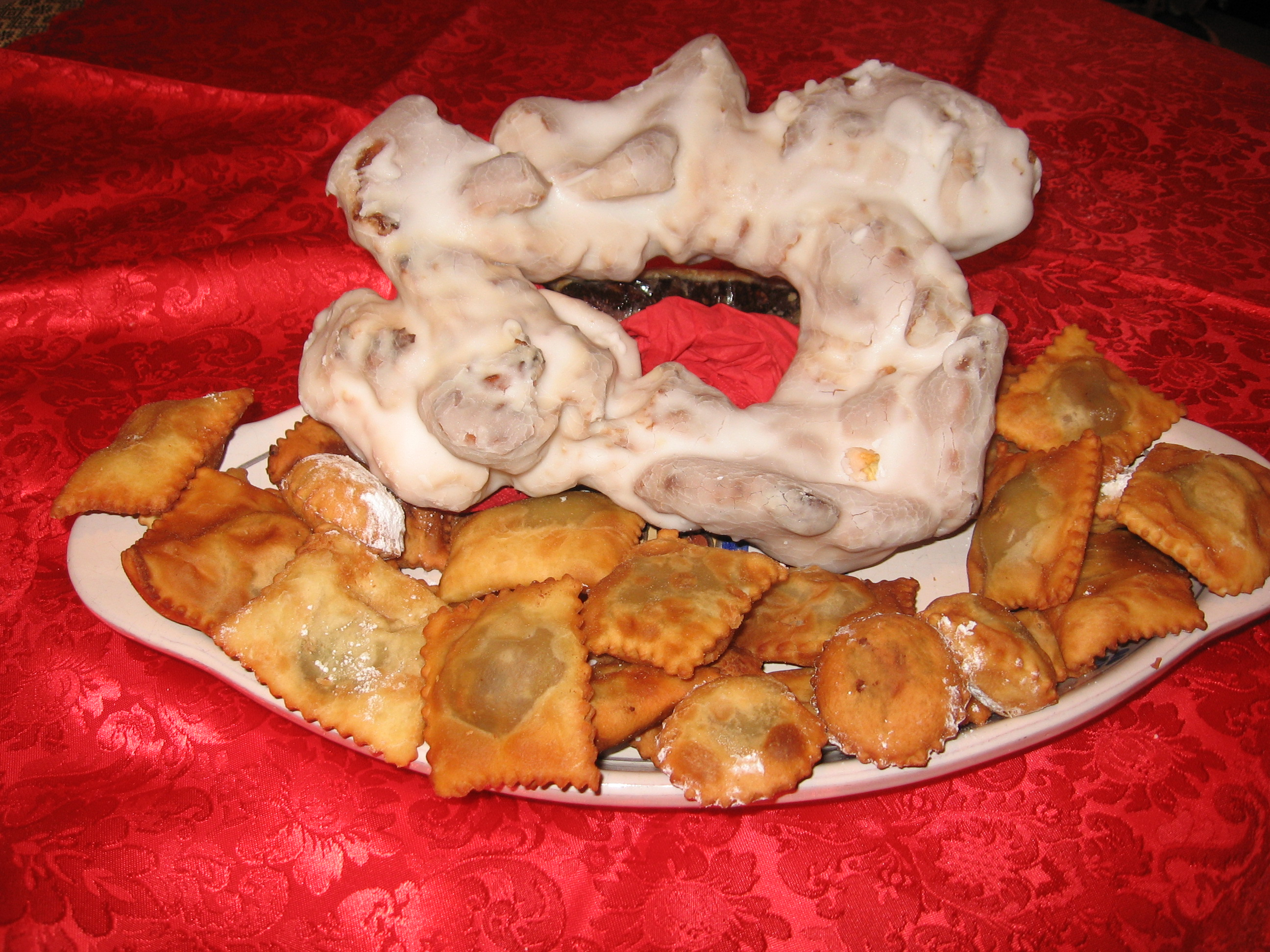
Tarallo dolce y Calzoncelli.

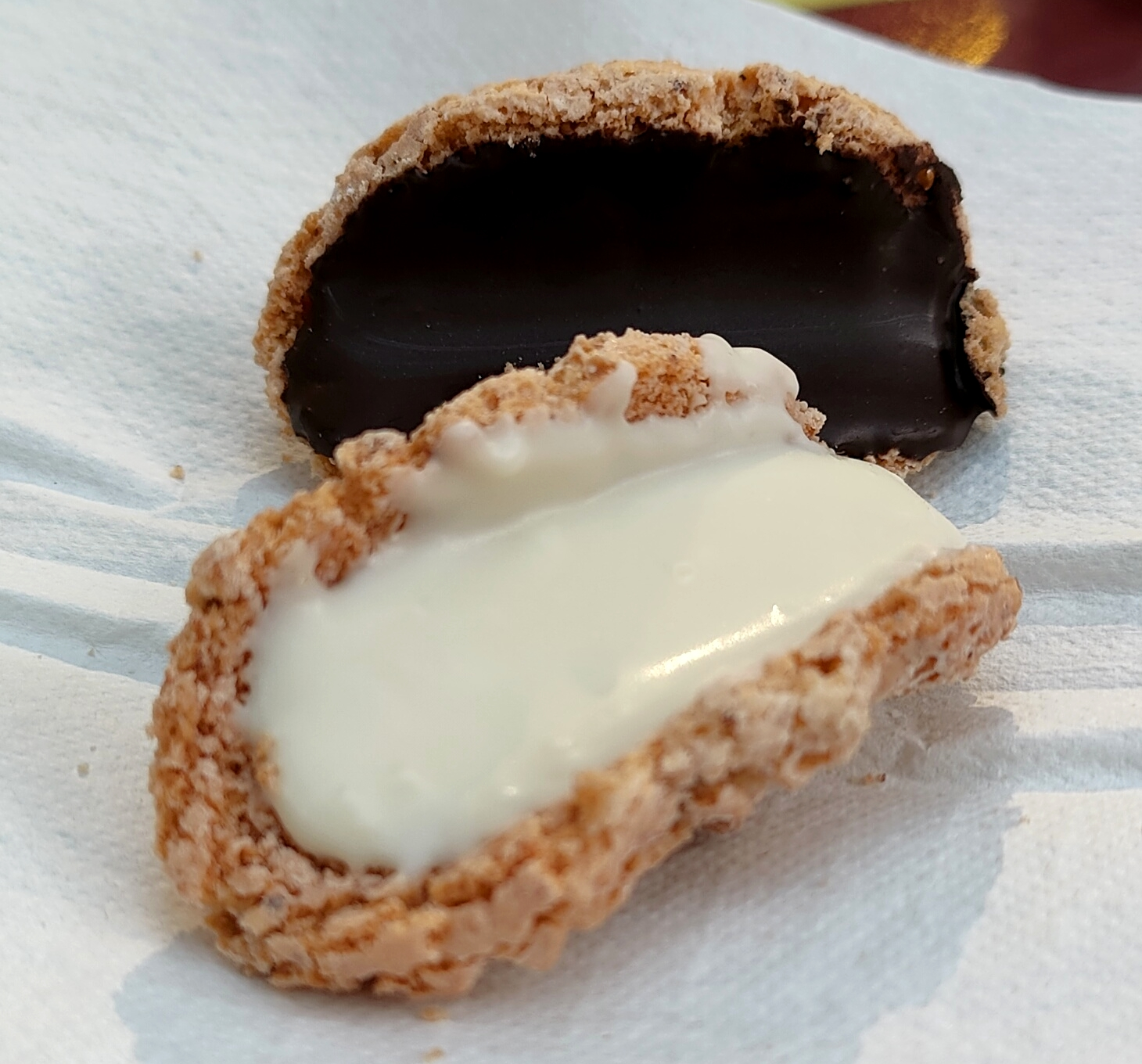
Scorzette.

- Anginetti (o Taralli dolci): galletas glaseadas en forma de rosquilla, aromatizadas con anís o semillas de hinojo.[40]
- Cicerata: bolas de masa fritas cubiertas con miel.[41]
- Calzoncelli: también conocidos como panzerotti, chinulidd’, cauzncidd (no confundir con el  primero plato). Variedad de ravioli dulces fritos o al horno con diferentes rellenos según el lugar de elaboración.[42]
- Dolci di noci o Nocetti: galletas elaboradas con huevos, azúcar y nueces, cubiertas con un glaseado de limón. Típicas de Trecchina y Maratea.[43]
- Pan minisc' (o Paparotta): postre a base de mosto cocido, harina, azúcar y especias.[44]
- Pastarelle: galletas de leche fáciles de preparar. Se pueden decorar con chispas de colores.[45]
- Pesche grigliate con gelato: duraznos asados servidos con helado, salsa de frambuesa y hojuelas de almendras.[46]
- Rosacatarre: también conocidos como scarteddate o crispedde. Postres fritos en forma de rosa, cubiertos de miel[47]
- Scorzette: postres típicos de Bernalda, preparados con clara de huevo, almendras y cubiertos de chocolate negro. Una variante reemplaza las almendras y el chocolate negro con avellanas y chocolate blanco.[48]
- Spumette: galletas elaboradas con almendras picadas.[49]
- Strazzate: Strazzet en dialecto materano. Postre de Navidad con almendras tostadas y picadas, cacao, canela y limón rallado.[49]
- Stozze: galletas de almendras secas, similares a los cantucci toscanos.[50]
- Sospiri (o dolci della sposa): probablemente originarios de Puglia, pastres de bizcochuelo rellenos de crema pastelera o cacao y cubiertos con glaseado.[51]
- Zeppole: Postres fritos (o, rara vez, horneados) elaborados con huevos, harina y azúcar, sazonados con crema pastelera y guindas.[49]